# Cycas canalis
Cycas canalis es una especie de Cycadopsida del género Cycas, de la familia Cycadaceae, del orden Cycadales.

## Distribución
Cycas canalis se distribuye por Australia (Territorio del Norte).

## Taxonomía
Fue descrita científicamente por . Fue publicado por primera vez en In: Telopea 5(4): 698-700, fig. 4a-d. (1994).